# 팀 디바이스
팀 디바이스(Team Device)는 대한민국의 동인팀으로, 팀장(수장의 명칭이 확실하지 않으므로 팀장으로 언급)은 Adol이다. 2000년 첫 작품인 하나비를 발표한 대한민국의 최고(最古) 동인 그룹 중 하나이다.

## 개요
팀 디바이스는 1992년에 결성된 팀으로 대한민국 최초의 동인 게임 제작 그룹으로 인정받고 있으며, 실제로 2002년 발표한 회상록은 최초의 동인 상업화 창작 비주얼 노벨이다.
비공개적인 활동과 전문성 짙은 구성원으로 인해 많은 정보가 알려져 있지는 않다.

## 작품
- 하나비(花火) : 2000년 12월 발매 (2차 창작(With You(F&C))·키네틱 노벨·완매)
- 회상록(Reminiscence) : 2002년 10월 발매 (창작·어드벤처·완매)
- 파괴천사(Angel, Destroyer) : 2003년 8월 발매 (2차 창작(최종병기 그녀(타카하시 신)·슈팅·완매)
- 중국, 위기일발!!(中國, 危機一髮!!) : 2007년 5월 공개 (2차 창작(동방 프로젝트(상하이 앨리스 환악단))·액션)
- 로스트 넘버(Lost Number) : 제작중 (창작·어드벤처)